# Nina Jäckle
Nina Jäckle (n. 20 de mayo de 1966) es una escritora alemana.

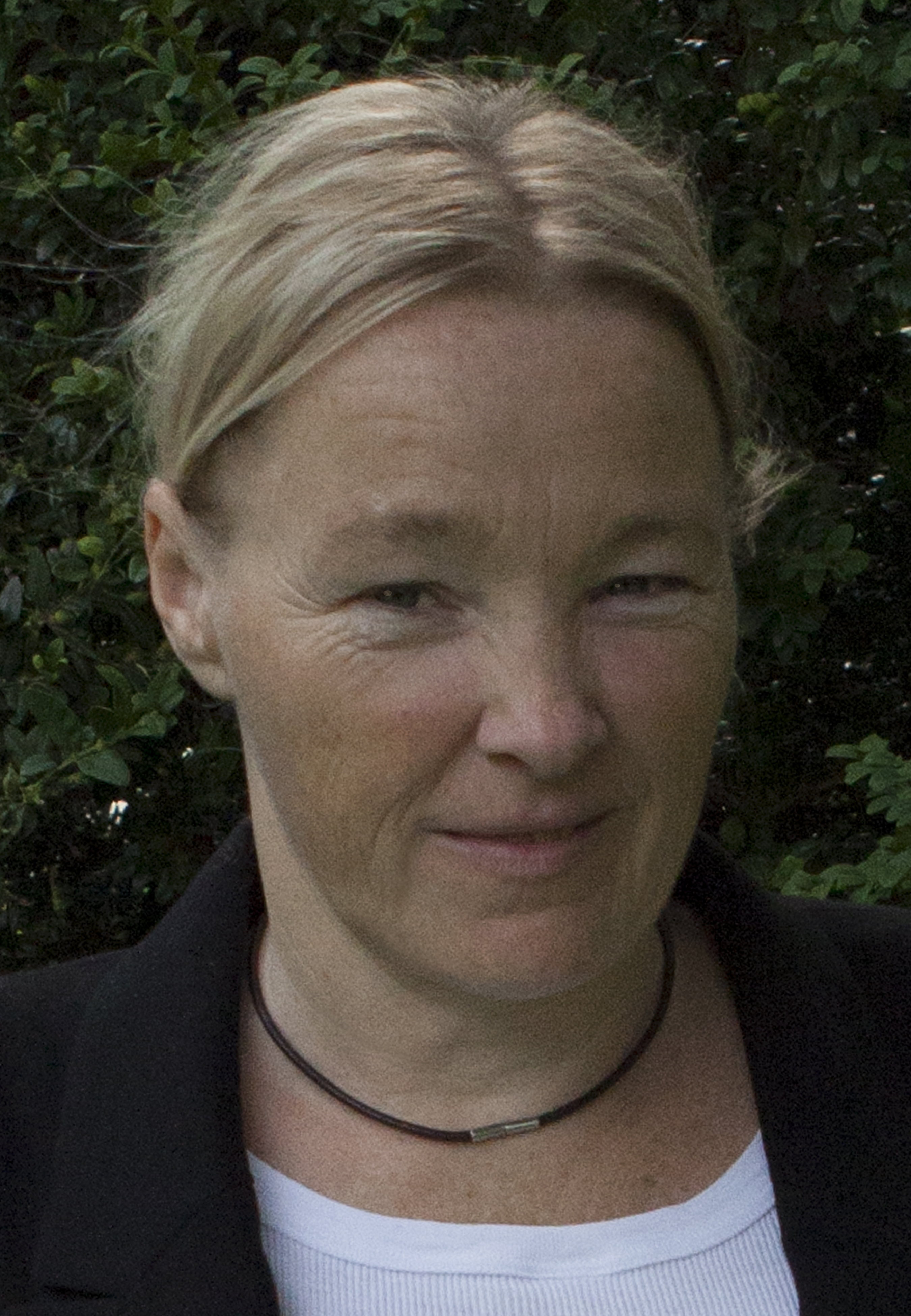
La autora alemana Nina Jäckle

## Biografía
Nina Jäckle nació en Villingen-Schwenningen (Selva Negra) en 1966, se crio en Stuttgart y tras dejar el instituto asistió a diversos centros de enseñanzas de lenguas en la Suiza francófona y en París. Su intención era traducir literatura francesa, pero se decidió a escribir ella misma.

## Obras
- Damit sich die Tage unterscheiden, teatro radiofónico,  Radio Bremen, 1995.
- Der Gewitterkoffer, teatro radiofónico, Radio Bremen, 1996.
- Auf dem Platz des Dorfes, teatro radiofónico, Radio Bremen, 1996.
- In einem Wort, teatro radiofónico, ORF 1, 1999.
- Es gibt solche, relatos, Berlin Verlag, 2002.  ISBN 3-8333-0103-1
- Noll, novela, Berlin Verlag 2004.  ISBN 3-8270-0543-4
- Auf allen Sendern, stündlich, teatro radiofónico, 2005.
- Gleich nebenan, novela, Berlin Verlag, 2006. ISBN 3-8270-0654-6
- Hanne, teatro radiofónico, DSR, Suiza, 2006.
- L'instant choisi, novela, París, 2007.
- Warten, relato, 2008.
- Das möblierte Zimmer, cortometraje, 2009, guion y dirección.
- Nai, oder was wie so ist, relato, Klöpfer & Meyer, 2010.
- Sevilla, novela, Berlin Verlag, 2010.[1]
- Zielinski, novela, Klöpfer & Meyer, 2011 ISBN 978-3-86351-002-2.[2]
- Einer der Tage, Cortometraje 2012.
- Der lange Atem, novela, Klöpfer & Meyer, Tubinga 2014. ISBN 978-3-86351-077-0.[3]
- Warten. Narración. Kunststifter Verlag, 2014. ISBN 978-3942795241
- Stillhalten. Roman. Klöpfer & Meyer, Tübingen 2017, ISBN 978-3-86351-451-8

## Obras en español
- Zielinski. Novela. Editorial Serapis : Rosario (Argentina), 2013. Traducción de Carolina Previderé. ISBN 978-987-26984-6-1[4]
- Largo aliento. Novela. Editorial Serapis: Rosario (Argentina), 2014. Traducción de Carolina Previderé.

## Becas, premios y distinciones
- Premio promocional GEDOK (1995)
- Premio promocional de Hamburgo para literatura (1996)
- Participación en el concurso Ingeborg Bachmann (2002)
- Beca de estancia Alfred Döblin, Berlín (2003)
- Beca de trabajo del Deutscher Literaturfonds (2003)
- Beca Monasterio Cismas (2004)
- Beca de trabajo literario del Estado federado de Baden-Württemberg (2005)
- Premio en el 6º concurso de teatro radiofónico de Karlsruhe (2004) por la obra Auf allen Sendern, stündlich
- Beca de literatura en la Fundación Künstlerdorf Schöppingen, Renania del Norte-Westfalia (2004)
- Beca de la Casa Heinrich Heine de la ciudad de Lüneburg (2007)
- Cronista de la ciudad de Schwaz
- Miembro del club P.E.N. de Alemania desde 2008
- Beca de literatura en la Fundación Künstlerdorf Schöppingen, (2009)
- Cronista del castillo de Beeskow (2009)
- Premio del jurado y el oso de oro en el Festival de Cine de Ebensee (2010)
- Diana de oro y premio al mejor guion en el festival cinematográfico de Klopeiner See (2010)
- Beca de literatura Herrenhaus Edenkoben, (2010)
- Beca de la Casa de la Literatura de Aargau, (2012)
- Beca de literatura del Estado Libre de Baviera, (2012)
- Beca de literatura "La Verdine" del Centre national du livre, (2013)
- Beca de trabajo del Deutscher Literaturfonds, (2013)

## Páginas web
- Bibliografía relacionada con Nina Jäckle en el catálogo de la Biblioteca Nacional de Alemania.
- «Biografía y colección de reseñas». Perlentaucher (en alemán).
- La prensa sobre Jäckle en la editorial Kloepfer-Meyer